# Вупперталь (футбольный клуб)
«Вупперталь» (нем. Wuppertaler SV, сокр. от нем. Wuppertaler Sportverein) — немецкий футбольный клуб из города Вупперталь, в настоящий момент выступает в Региональной лиге «Запад».

## Описание
Клуб основан в 1954 году, домашние матчи проводит на арене «Штадион ам Цоо», вместимостью 28 000 зрителей. «Вупперталь» провёл три сезона, с 1972 по 1975 годы в первой Бундеслиге. Лучшим достижением клуба является 4-е место в чемпионате Германии в сезоне 1972/73. Кроме футбола, в спортивном клубе «Вупперталь» культивируются спортивная гимнастика, лёгкая атлетика, гандбол и бокс.

## Выступления в еврокубках
| Сезон   | Турнир     | Раунд     | Клуб      | Счёт     |
| ------- | ---------- | --------- | --------- | -------- |
| 1973/74 | Кубок УЕФА | 1-й раунд | Рух Хожув | 1-4, 5-4 |